# 卡尔斯鲁厄号轻巡洋舰
卡尔斯鲁厄号（德語：Karlsruhe）是德国于1920年代建造的三艘柯尼斯堡级轻巡洋舰的二号舰，于1929年至1940年4月期间先后服役于国家海军和战争海军，并参加了第二次世界大战。其另外两艘姊妹舰为柯尼斯堡号和科隆号。卡尔斯鲁厄号由基尔的德意志造船厂承建，于1926年7月开始架设龙骨、1927年8月下水，至1929年11月正式投入使用。它配备有九门安装在三座三联装炮塔内的150毫米25式速射炮作为主舰炮，最高速度为32节。
如同其姊妹舰一样，卡尔斯鲁厄号在整个1930年代都被用作培训海军见习官的教练船，并于1930年代后期的西班牙内战期间参与了非干预巡逻。当第二次世界大战于1939年9月爆发时，该舰正在进行现代化改造，因此直至1940年4月才参加了入侵挪威的威悉演习行动。它搭载着地面部队在克里斯蒂安桑登陆，却在启程返回德国时遭到英国潜艇逃学号的袭击；共有两枚鱼雷命中该舰，造成严重损伤。由于无力返回港口，卡尔斯鲁厄号被其中一艘护航鱼雷艇凿沉。

## 设计

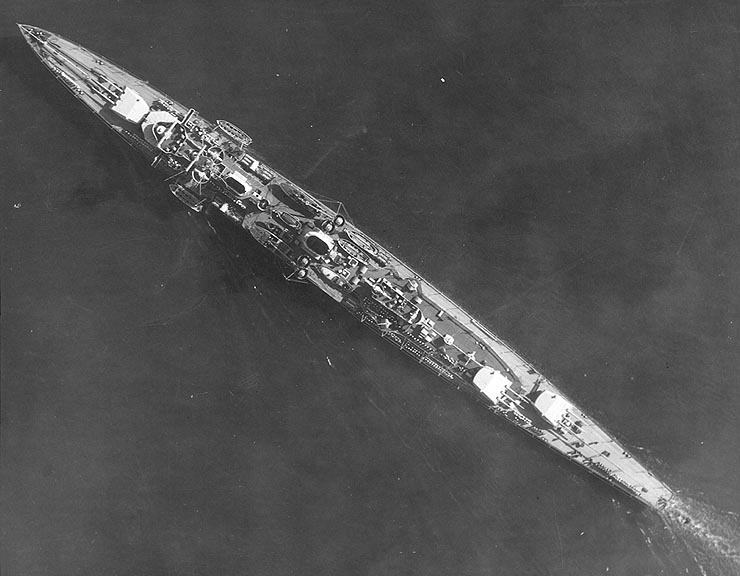
卡尔斯鲁厄号的航拍图显示了后部主炮的偏移布局

卡尔斯鲁厄号的全长为174（570英尺10英寸），有15.2（49英尺10英寸）的舷宽和最多6.28（20英尺7英寸）的吃水深度。它满载时的作战排水量可高达7,700長噸（7,800公噸）。舰只的推进系统由四台蒸汽轮机和一对10缸四冲程柴油机组成。涡轮机的蒸汽则由六台船用式双头燃油锅炉供应。这些动力装置的额定功率为65,000匹軸馬力（48,000千瓦特）、最高速度为32節（59每小時），并能够以19節（35每小時）的速度续航5,700海里（10,600）。其标准船员编制为21名军官和493名水兵。
卡尔斯鲁厄号的主舰炮为九门安装在三座三联装炮塔内的150毫米25式速射炮，其中一座位于舰艏，另外两座以背负式布局安置在舰艉。后炮塔可旋转以增加其射界。它们共配备1080发弹药，其中每炮120发。舰只还设有两门单座安装的88毫米45倍径高射炮；各配备400发弹药。卡尔斯鲁厄号同样搭载有四组设于舰舯的三联装鱼雷发射管，并配备24枚管径为500（20英寸）的鱼雷。此外，舰只还可贮存120枚水雷。在装甲方面，舰只受到40（1.6英寸）厚的装甲甲板和50（2.0英寸）厚的水线装甲带所保护。司令塔的厚度则有100（3.9英寸）。

## 服役历史

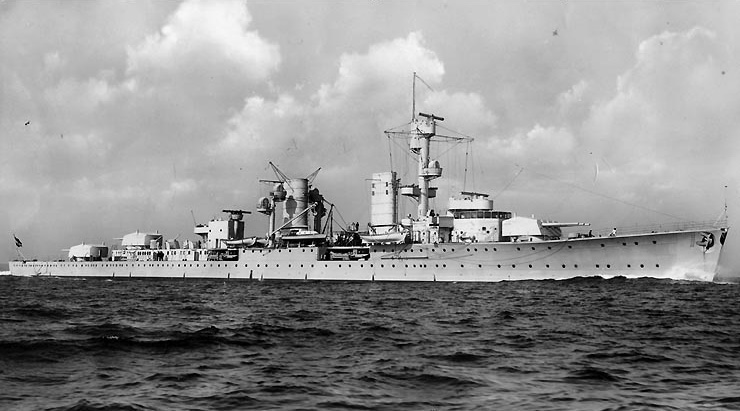
1930年的卡尔斯鲁厄号

卡尔斯鲁厄号是以“C号巡洋舰”的名义订购，并获得了“美杜莎代舰（Ersatz Medusa）”的临时代号，因其目的是要替代老旧的小巡洋舰美杜莎号。其建造工程于1926年7月27日在基尔的德意志造船厂开始、至1927年8月20日下水，并最终于1929年11月6日投入国家海军使用。入役后，卡尔斯鲁厄号在波罗的海完成了海上试航，之后被指定为教练船职能。1930年5月，它启程展开首次海外训练巡航，前往非洲和南美洲。回到德国后，它于同年末进行现代化改造；其前桅被缩短，后部舰艛则稍作加长。在接下来的五年里，卡尔斯鲁厄号搭载军校学员展开了四次环球巡航，最远抵至日本。在每次巡航的间歇期，它则在德国水域与舰队余部共同训练。德国著名海军将领君特·吕特晏斯曾于1934年9月至1935年9月担任该舰舰长。1935年，舰只作出了进一步的改造，包括安装一副单杆桅在烟囱后部，以及安装一副飞机弹射器和用于搬运浮筒飞机的吊杆。
在1936年的最后一次训练巡航期间，卡尔斯鲁厄号在太平洋遭到热带风暴的猛烈袭击。船体大部分采用焊接钢板的结构缺陷导致了严重受损，舰只被迫于4月驶入圣迭戈进行维修。在那里，它的船体得到修复和加固，从而略微增加了排水量和舷宽。它于1936年6月回到德国，并立即驶入旱坞展开进一步的彻底检修和大修。在船坞的这段时间里，该舰的两门单装88毫米高射炮被替换成三门双联装样式，并为这些炮支配备了射击指挥仪。这次改装完成后，它先是进行了海试，然后在西班牙内战期间参与了非干预巡逻，尽管它仅在西班牙离岸停留了几个月。

### 第二次世界大战
回到德国后，卡尔斯鲁厄号恢复了在波罗的海的培训职责。它于1938年5月因进行大规模现代化改造而被撤出现役。烟囱被改造为斜顶的样式，并在它们两侧增设了探照灯平台。舰只的88毫米炮则被更具威力的105毫米炮所取代。工程一直持续至1939年11月，即第二次世界大战爆发后不久。在接下来的几个月里，它一直在进行试验和训练演习。1940年1月4日，卡尔斯鲁厄号和23号布雷艇受命前往拦截瑞典轮船奥斯卡国王号（Konung Oscar），后者正搭载着波兰难民从里加送往瑞典。卡尔斯鲁厄号逮捕了这艘瑞典船舶，宣布为战利品，并将该舰及其舰上的41名波兰人押运至梅梅尔。在威悉演习行动开始时，卡尔斯鲁厄号尚未具备作战条件，因此它被用作前往袭击克里斯蒂安桑的部队运兵船。袭击部队还包括有一艘S艇供应船、四艘大型鱼雷艇和若干S艇。

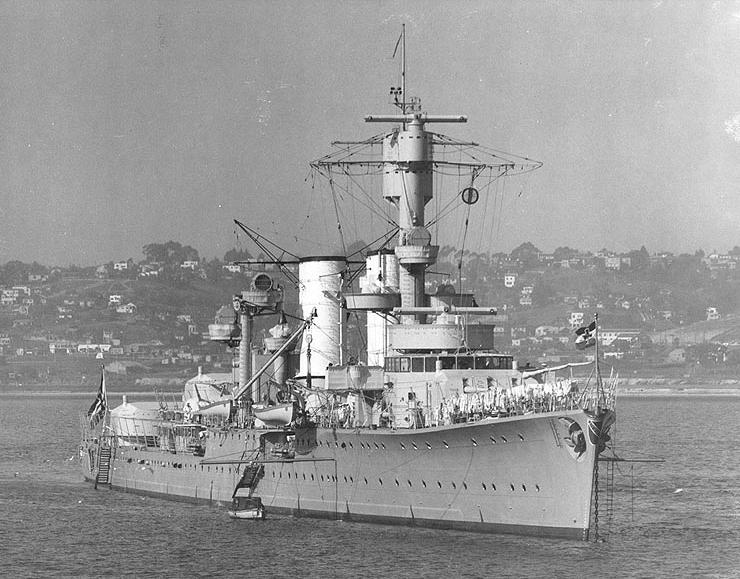
卡尔斯鲁厄号于1934年在圣迭戈

入侵部队于1940年4月8日早些时候离开不来梅港，驶向克里斯蒂安桑。当它们到达时，一场浓雾笼盖了城市，导致海港外的峡湾通道变得非常危险。结果，它们不得不等到翌日清晨才开始发动进攻。当卡尔斯鲁厄号进入峡湾时，它遭到了奥德略亚炮塔上挪威海岸炮的猛烈攻击。舰只遂转向峡湾，以便使其舷炮全面投入战斗；这场炮斗持续了大约两小时，然后浓雾再次笼罩港口，迫使双方停火。挪威人于一小时后投降，德国舰只得以派遣它们的士兵登陆。
随后，卡尔斯鲁厄号离开克里斯蒂安桑，并率三艘鱼雷艇作为护航舰。而英国潜艇逃学号此时正驻泊在峡湾外围，当它的船员发现德国舰只时，便发射了艦首所有鱼雷。卡尔斯鲁厄号作鋸齒形移动以规避鱼雷，但仍有两枚命中舰只；其中一枚击中了舰舯，另一枚则在舰身中部结构引爆。它们在船体上炸出了大洞，使得数千吨海水涌入舰只。舱内海水泛滥使得发动机和发电机失灵，水泵的电源被切断，而水泵當時正试图抽出大量溢入的积水。由于水泵已经关闭，拯救卡尔斯鲁厄号的希望渺茫，因此其舰长——海军上校弗里德里希·里夫在受袭发生两小时后下令弃舰。鱼雷艇狮鹫号接载卡尔斯鲁厄号的船员后，再向该舰发射了两枚鱼雷，以确保它沉没。
里夫及其副舰长在后来对沉船事件的调查中都受到了严厉的批评，因为他们没有尽可能的采取一切措施拯救卡尔斯鲁厄号。报告得出的结论是，由于该舰在中弹两个小时后仍在海上漂浮，需要两枚鱼雷才能击沉它，所以是有可能将它拖回克里斯蒂安桑德或其他港口的。此外，前部水泵仍然通电可用，并且舱内积水已经减缓至足以安全返回港口的程度。

## 发现残骸
2017年，卡尔斯鲁厄号轻巡洋舰的残骸在距离挪威克里斯蒂安桑13海里处首次被发现，不过当时掌握的资讯有限，并未被确认为属于卡尔斯鲁厄号。此前由于船长和船员以及目击沉没的其他人的证词不一致，在过去80年中，卡尔斯鲁厄号残骸的确切位置一直是个谜。
2020年6月30日，挪威国电网运营商Statnett的首席工程师使用舰上的图像、声纳扫描和无人侦察潜艇来观察该地点。透过辨识船体及炮塔位置等细节，他看到488公尺处的海床上保存完好的沉船，确定为卡尔斯鲁厄号，而沉船的长度，舰炮和纳粹卍字记号也有助于识别。
由于沉船内部仍可能存在数千升的石油和其他物质，一旦发生泄漏，可能会造成生态灾难，同时打捞也是一个非常昂贵的过程。出于这个原因，挪威正考虑将其归类为水下战争坟墓并受到保护。